# Bob Dahlquist
Robert Dahlqvist, född 2 september 1938 i Oscars församling, Stockholm, död 6 september 2005 i Västra Frölunda, Göteborg, var en svensk musiker (saxofon). Han var son till kompositören och vissångaren Lasse Dahlquist.
Svensk jazzdiskografi har noterat Dahlquists medverkan vid inspelningar med grupperingar kring Nils-Bertil Dahlander, där han bland annat alternerar med Erik Norström på tenorsaxofon: "Winter Waltz" oktober 1976, "It shouldn't happen to a dream" i augusti 1989 samt "Little bit" sommaren 1994.
Bob Dahlquist testamenterade sin fars, Lasse Dahlquists, texter och visor till Universitetsbiblioteket i Göteborg, där de finns tillgängliga för forskning. Upphovsrätten har överlämnats till Lasse Dahlquist-Sällskapet, en förening med cirka 800 medlemmar.